# Вісник сільськогосподарської науки
«Вісник сільськогосподарської науки» — український щомісячний науковий журнал, орган Міністерства сільського господарства УРСР (до 1962 року — орган Української академії сільськогосподарських наук). Виходив у Києві з грудня 1957 року. Видавався видавництвом «Урожай». Редакція містилася в будинку на вулиці Горького, № 81.
У журналі висвітлювалися актуальні проблеми з усіх галузей сільського господарства. Основним призначенням журналу було висвітлення найновіших досягнень сільськогосподарської науки і передового досвіду, зміцнення зв'язків науки з виробництвом.